# デンジャラー☆
「デンジャラー☆」は2012年4月25日に発売された郷ひろみ97作目のシングル。

## 解説
2012年唯一のシングル。ジャケット写真の異なる初回生産限定盤と通常盤の2形態で発売。初回生産限定盤には「デンジャラー☆」のミュージック・ビデオ＋メイキング映像が収録されたDVDが付属。

## 収録曲
1. デンジャラー☆（3分35秒）
作詞・作曲・編曲：JackPotBeats
2. もしも、あのとき…（4分38秒）
作詞：松井五郎／作曲：原一博
3. デンジャラー☆Instrumental～
4. もしも、あのとき…～Instrumental～